# Codex Amiatinus

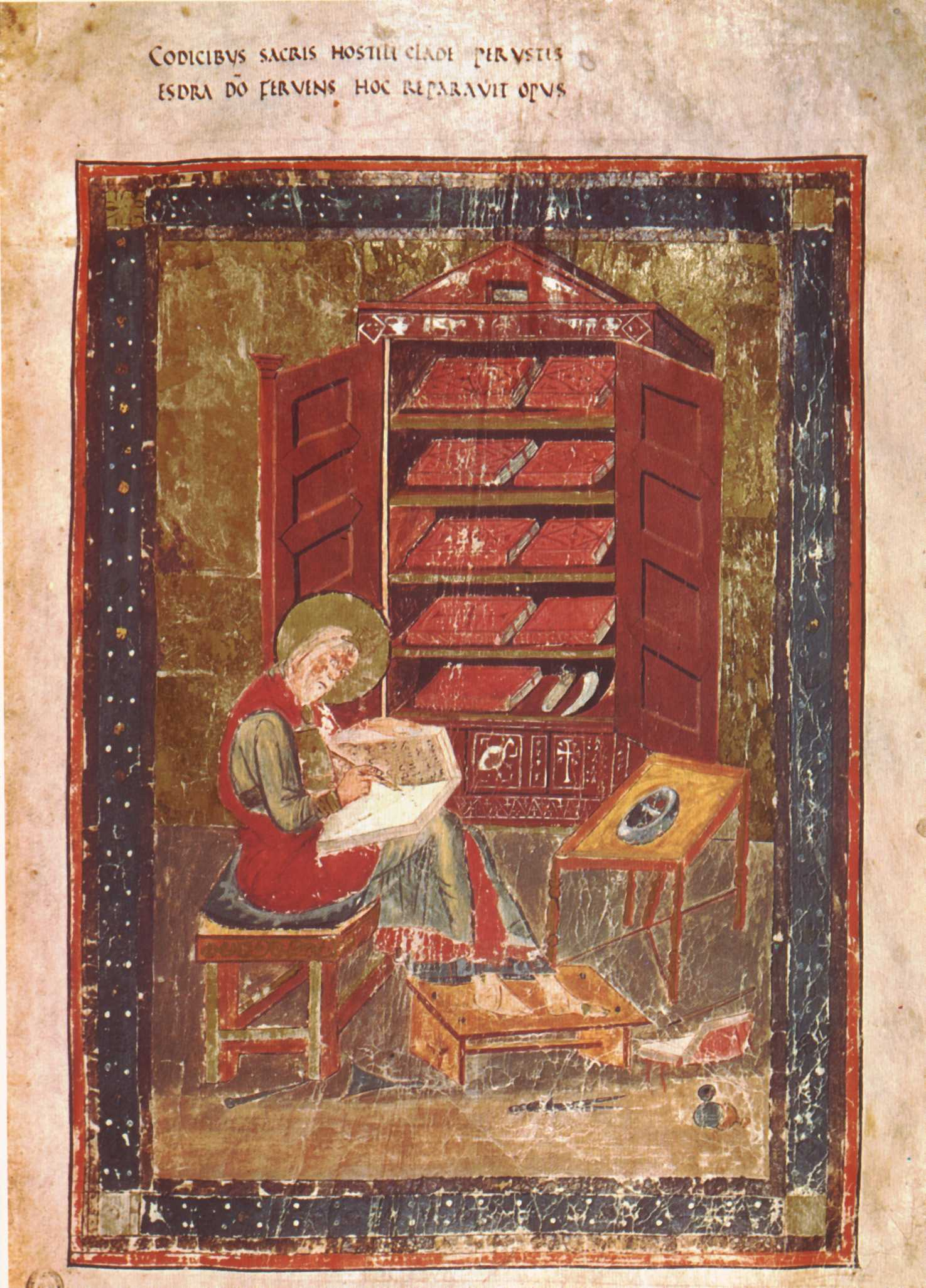
Codex Amiatinus, fol. 5r: Esra beim Schreiben

Der Codex Amiatinus ist eine der ältesten erhaltenen Bibelhandschriften und enthält den fast kompletten Text der Vulgata. Angefertigt wurde sie um 700 in Northumbrien im Kloster St. Paul in Jarrow bei Newcastle upon Tyne, das unter Benedict Biscop gegründet wurde. Sie befindet sich heute in Florenz in der Bibliotheca Laurenziana (Signatur MS Amiatinus 1).

## Beschreibung
Der etwa 35 kg schwere Codex im Format 50 × 34 × 20 cm besteht aus 1040 Pergamentblättern, davon 1029 beschrieben bzw. bebildert. Er ist ein Hauptzeugnis für die von Elias Avery Lowe genauer erforschte englische Variante der Unziale.

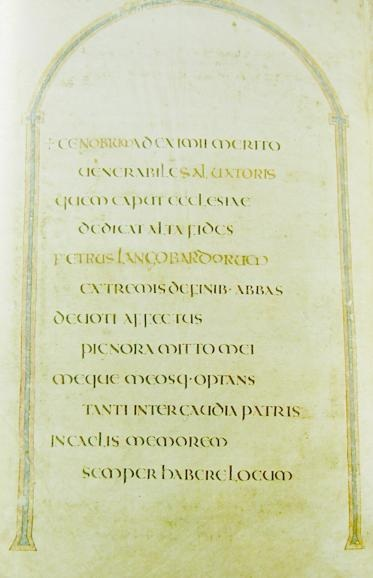
Widmungsseite

Er ist prachtvoll illuminiert und gilt als eine der bedeutendsten Bibelhandschriften. Als eine der ältesten vollständigen Vulgatahandschriften ist er von hoher textkritischer Bedeutung. Bemerkenswert ist auch die Darstellung des Zeltheiligtums auf einer Doppelseite (fol. 2v und 3r). Die zwei figürlichen Illuminationen auf fol. 5r und fol. 796v sind nach spätantiken Vorbildern angefertigt und erinnern nicht so sehr an den Insularen Stil. Trotz des hohen Alters wirken die Seiten frisch.

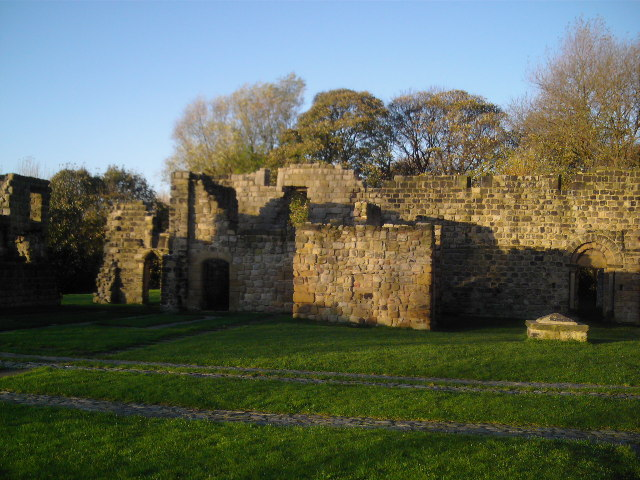
Das Kloster St. Paul in Northumbrien. Hier entstand ab 692 der Codex.

Ursprünglich wurden drei Exemplare der Bibel von Abt Ceolfrid im Jahr 692 in Arbeit genommen. Beteiligt am Entstehen war wahrscheinlich auch Beda Venerabilis. Ceolfrid brachte das Buch nach Rom als Geschenk für Papst Gregor II., die Handschrift taucht im 9. Jahrhundert im Kloster San Salvatore di Monte Amiata in der Toskana auf, wo die Widmungsinschrift umgearbeitet wurde. Hier wurde das Buch bis zum Jahr 1786 aufbewahrt, bevor es nach Florenz kam – daher die Bezeichnung Codex Amiatinus. Lange wurde angenommen, dass es von Benedikt von Nursia im Kloster Monte Cassino herstamme. Nachdem diese These jedoch immer stärker bezweifelt wurde, stellte 1888 Giovanni Battista de Rossi die Ähnlichkeit mit einem Fragment in der Bibliothek des British Museums fest und konnte so den Zusammenhang aufklären.